# 横山錦柵
横山 錦柵（よこやま きんさく、Isaac K. Yokoyama、生没年不詳）は、日本の聖職者、宣教師、教育者、起業家、医学者。立教学校（現・立教大学）教授、旧東京大学教授、日本の聖公会の聖職者、米国聖公会宣教師。米国のヴァージニア神学校で学んだ最初のアジア人として知られ、日本人初のプロテスタント系のキリスト教聖職者で、聖公会初の日本人聖職者である。その先駆的な功績から「米国聖公会伝道協会の新島襄」ともいわれる。明治前期に出版社を起業し、編集兼出版人として商人録を出版したほか、薬局も営み医薬品を扱った。洗礼名はイサク（英語：Isaac／アイザック）で、文献によりイサーク・K・ヨコヤマなどの記述もみられる。

## 人物・経歴
埼玉県出身。
留学のため米国に渡り、1872年にヴァージニア州のヴァージニア神学校準備科に入学。その後、神学校での修練をすべて修了し、1877年（明治10年）に同校を卒業し、米国聖公会の執事按手を受けた。こうして横山はヴァージニア神学校に修学した最初のアジア人になった。

また米国では神学のほか、医学も修めた。
米国滞在中の横山は日本に派遣する宣教師を探していたが、1873年（明治6年）には、メアリー・シブリ―（アメリカ初期の開拓者、教育者。夫とともにリンデンウッド大学を創設）宛てに複数回に渡って、姉妹やその他の人々をキリスト教に改宗させるために支援を求める手紙を記している。
1877年（明治10年）6月に、横山は米国聖公会の宣教師として横浜に帰国するが、日本人初のプロテスタント系のキリスト教の聖職者及び聖公会初の日本人聖職者としての帰国となった。
1877年（明治10年）10月3日に、横山は東京へ赴く。
1878年（明治11年）11月1日には、大阪から東京の三一神学校（・聖公会神学院）へ転任したジェームズ H. クインビー（米国聖公会宣教師）により、東京で青少年の私塾（通年制／立教大学の前身の一つ）が開校する。この学校の開設は、1876年（明治9年）11月29日の夜半に東京市街地で起きた火災で、築地の米国聖公会の拠点が焼け、それに伴い解体され、2年ほど中断していた立教学校（現・立教大学）の復興の第一歩であった。1878年（明治11年）12月11日のクインビーによる書簡によると、私塾の生徒は16名で、授業はクインビーが英語を午後2時間担当し、横山は1日に3時間担当し、クインビーに日本語を教える教師も兼ねた。
同じ1878年（明治11年）に、横山は田井正一（聖公会の聖職者、静修女学校校長）とともに、チャニング・ウィリアムズ主教（立教大学創設者）の指導により米国聖公会の地方宣教を川越から始めた。
1879年（明治12年）10月25日に、グイド・フルベッキ門弟の加藤弘之（旧東京大学三学部総理）に請われて、旧東京大学予備門教授に就任する。
その後、横山は、病気により1880年（明治13年）に米国聖公会の日本伝道団を離れることとなるが、その先駆的な功績は「米国聖公会伝道協会の新島襄」と呼べるものであった。
同年1880年（明治13年）には、横山は出版社の大日本商人録社を創業して営み、編集兼出版人として、同年7月に『東京商人録』を出版した。その序文は中村正直（同人社創設者）が寄稿している。次いで翌年には『横浜商人録』も出版した。

日本における商人録は、江戸時代には、有力な商工業者について、文政末頃から、資産家の番付表である「長者鑑」や「長者番付」が江戸・大坂について度々刊行されていたが、横山が編纂した商人録は明治前期における包括的な商工人名録としては初期のものであった。
また、横山は、医学を修めた者として薬局の命親堂支店を東京駿河台北甲賀町（現・千代田区神田駿河台）で営み、埼玉県杉戸宿（現・杉戸町）にある命親堂の本局の横山松園が製薬する医薬品の販売も行った。

## 主な著作
- 『東京商人録』横山錦柵 編,大日本商人録社,1880年7月（復刻版は湖北社,1987年）[17]
- 『横浜商人録』横山錦柵 編,横浜商人録社,1881年6月